# Jättegalangarot
Jättegalangarot (Alpinia zerumbet) är en enhjärtbladig växtart som först beskrevs av Christiaan Hendrik Persoon, och fick sitt nu gällande namn av Brian Laurence Burtt och Rosemary Margaret Smith. Alpinia zerumbet ingår i släktet Alpinia och familjen Zingiberaceae. Inga underarter finns listade i Catalogue of Life.

## Bildgalleri

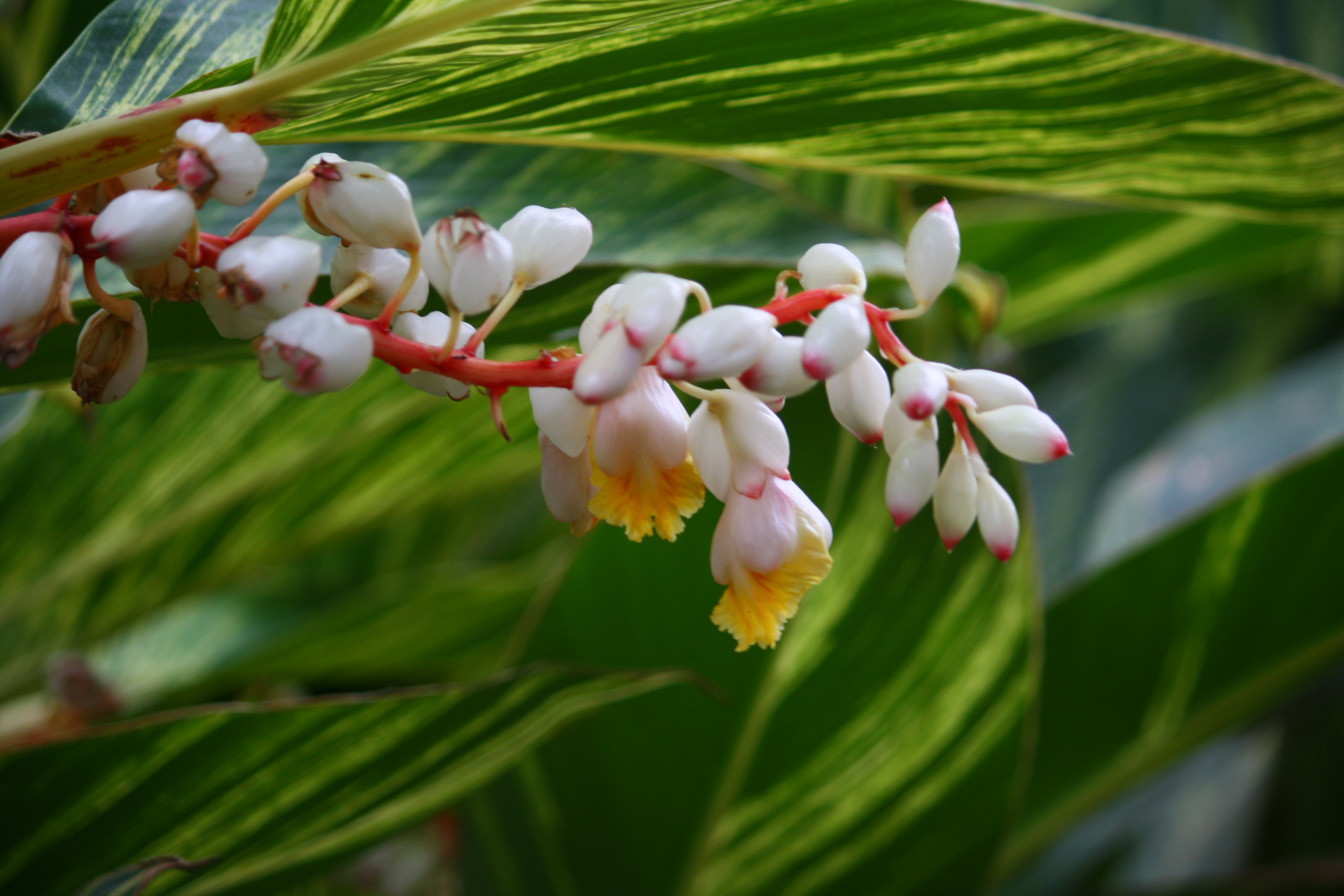
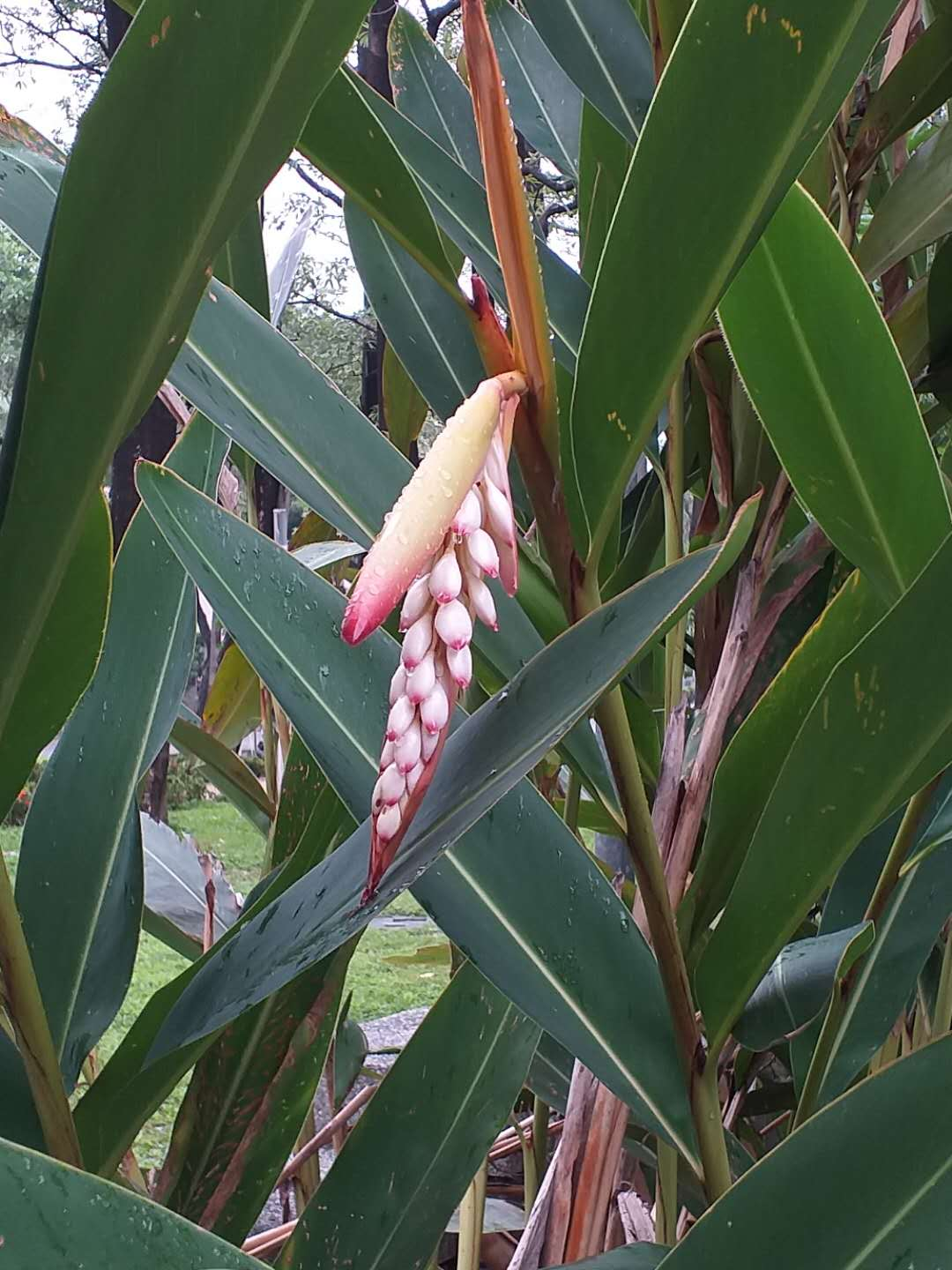